# 莫森焦
莫森焦是剛果共和國的城鎮，由尼阿里省負責管轄，位於該國西部，主要經濟活動有伐木，當地農業活動不多，失業率因缺乏工業而高企，鎮上有機場設施，2005年人口估計約18,200。
2°57′S 12°44′E / 2.950°S 12.733°E